# Lecionário 7
O Lecionário 7 (designado pela sigla ℓ 7 na classificação de Gregory-Aland) é um antigo manuscrito do Novo Testamento, paleograficamente datado do 1204 d.C..
Este codex contém lições dos evangelhos, mas com algumas lacunas.. Foi escrito em grego, e actualmente se encontra na Biblioteca Nacional da França.